# Ivan Matjaž
Ivan Serhijovyč Matjaž (in ucraino Іван Сергійович Матяж?; Donec'k, 15 febbraio 1988) è un calciatore ucraino, centrocampista del Karlovac 1919.